# Telmaturgus wonosobensis
Telmaturgus wonosobensis är en tvåvingeart som beskrevs av Jennifer L. Hollis 1964. Telmaturgus wonosobensis ingår i släktet Telmaturgus och familjen styltflugor. Inga underarter finns listade i Catalogue of Life.